# Moravská Ostrava a Přívoz
Moravská Ostrava a Přívoz (Morawska Ostrawa i Przywóz) – jeden z 23 obwodów miejskich miasta statutarnego Ostrawy, stolicy kraju morawsko-śląskiego, we wschodnich Czechach. Stanowi ścisłe centrum miasta, położone w jego morawskiej części pomiędzy rzekami Odrą a Ostrawicą. Składa się z dwóch mniejszych części miasta o nazwach Morawska Ostrawa i Przywóz jak również z dwóch z 39 gmin katastralnych w jego granicach o łącznej powierzchni 1324,5758 ha (z czego Morawska Ostrawa 763,8442 ha a Přívoz 460,7316 ha). Populacja w 2001 wynosiła 43428 osób.
Do połączenia miasta Morawska Ostrawa z gminą Przywóz doszło w 1924.

## Demografia[3]
| Rok             | 1869 | 1880  | 1890  | 1900  | 1910  | 1921  | 1930  | 1950  | 1961  | 1970  | 1980  | 1991  | 2001  |
| --------------- | ---- | ----- | ----- | ----- | ----- | ----- | ----- | ----- | ----- | ----- | ----- | ----- | ----- |
| Liczba ludności | 9333 | 17146 | 24493 | 40989 | 53216 | 59116 | 64429 | 63641 | 59319 | 51242 | 50395 | 46379 | 43428 |